# Hengchi
Hengchi ufficialmente Shenzhen Hengchi Automobile Trading Co., Ltd, è un'azienda cinese che produce veicoli elettrici.

## Storia
Dopo aver acquisito il 100% di NEVS, il gruppo cinese Evergrande Group, il secondo gruppo immobiliare cinese, ha investito nell'industria automobilistica energetica. "Hengchi" è stata fondata nel 2020 e si trova nel Nansha. Hanno 9 modelli concettuali, tutti nominati con numeri da 1 a 9. Tutti i loro veicoli sono stati mostrati all'evento aziendale di luglio 2020, tra cui 4 berline, 1 monovolume e 4 SUV.

## Veicoli
| Modello | Modello   | Anno di introduzione | Produzioni   |
| Modello | Modello   | Anno di introduzione | Introduzione |
| ------- | --------- | -------------------- | ------------ |
|         | Hengchi 1 | 2020                 | 2021         |
|         | Hengchi 2 | 2020                 | 2021         |
|         | Hengchi 3 | 2020                 | 2021         |
|         | Hengchi 4 | 2020                 | 2021         |
|         | Hengchi 5 | 2020                 | 2021         |
|         | Hengchi 6 | 2020                 | 2021         |
|         | Hengchi 7 | 2020                 | 2021         |
|         | Hengchi 8 | 2020                 | 2021         |
|         | Hengchi 9 | 2020                 | 2021         |